# IPad (szósta generacja)
iPad (oficjalnie iPad 6. generacji) to tablet firmy Apple Inc. zaprezentowany podczas konferencji poświęconej sektorowi edukacyjnemu „Let’s take a field trip” 27 marca 2018 roku w Chicago. Konstrukcją i wyglądem zewnętrznym przypomina swojego bezpośredniego poprzednika – iPada 5. generacji. Zmieniono jednak procesor – z A9 na A10 Fusion – oraz dodano wsparcie dla obsługi rysika Apple Pencil, dotychczas wspieranego jedynie przez iPady z serii Pro.

## Historia
Tablet został zaprezentowany podczas konferencji poświęconej sektorowi edukacyjnemu o nazwie „Let’s take a field trip”, która odbyła się 27 marca 2018 roku w Lane Tech College Prep High School w Chicago.
Tablet powstał z myślą o zastosowaniach w sektorze edukacyjnym, stąd jego niska cena (dla szkół i osób z sektora edukacji dodatkowo obniżona). Podstawowa cena sprzedaży urządzenia w USA wynosi $329, zaś dla sektora edukacji $299. W Polsce podstawowa wersja (32 GB pamięci bez obsługi kart SIM) wynosi 1.599 zł. Za wersję z obsługą kart SIM („Wi-Fi + Cellular”) trzeba zapłacić 2.199 zł przy 32 GB pamięci.

## Specyfikacja

### Oprogramowanie
Tablet posiada preinstalowany system iOS w wersji 11.2.6. Ponadto zostało dodane wsparcie dla obsługi rysika Apple Pencil, który wspierany jest również przez preinstalowaną aplikację iWork.

### Hardware
W porównaniu ze swoim poprzednikiem, w 6. generacji iPada ulepszeniu uległ w zasadzie jedynie procesor. Umieszczono tu bowiem czterordzeniową jednostkę A10 Fusion, znaną z iPhone’a 7 i 7 Plus. Ponadto nowa wersja iPada wspiera obsługę rysika Apple Pencil.